# Lecchi (cognome)
Lecchi è un cognome di lingua italiana.

## Varianti
Lecca, Lecci, Leccia, Leccio, Lecco, Lechi.

## Origine e diffusione
Il cognome è tipicamente settentrionale.
Potrebbe derivare dal toponimo Lecco.

## Persone
- Angelo Lecchi – ex ciclista su strada italiano
- Giovanni Antonio Lecchi – gesuita, matematico e docente italiano
- Giuseppe Lecchi – liutaio italiano
- Stefano Lecchi – fotografo italiano